# Peñarol
Club Atlético Peñarol (phát âm tiếng Tây Ban Nha: [kluβ aˈtletiko peɲaˈɾol] ⓘ liên_kết=| Về âm thanh này dịch: Câu lạc bộ thể thao Peñarol)  là một câu lạc bộ thể thao ở Uruguay đến từ thành phố Montevideo. Cái tên "Peñarol" xuất phát từ quận Peñarol ở ngoại ô thủ đô Montevideo. Trong suốt lịch sử của mình, câu lạc bộ cũng tổ chức nhiều đội các môn thể thao khác, như bóng rổ  và đạp xe ngoài môn chính là bóng đá  vốn là trọng tâm chính của đội, một môn thể thao mà câu lạc bộ có thành tích rất cao, cũng như là chưa bao giờ bị rớt khỏi hạng đấu cao nhất Uruguay.
Ở đấu trường quốc tế, Peñarol là người vô địch Copa Libertadores nhiều thứ thứ ba với năm nâng cúp, cũng như đồng kỷ lục về vô địch Cup Liên lục địa với ba lần. Vào tháng 9 năm 2009, câu lạc bộ đã được IFFHS (tổ chức thống kê bóng đá) chọn là Câu lạc bộ thế kỷ của Nam Mỹ.
Ngoài bóng đá, các câu lạc bộ còn có các đội bóng bầu dục, futsal, bóng đá nữ và điền kinh.

### Danh hiệu đầu tiên

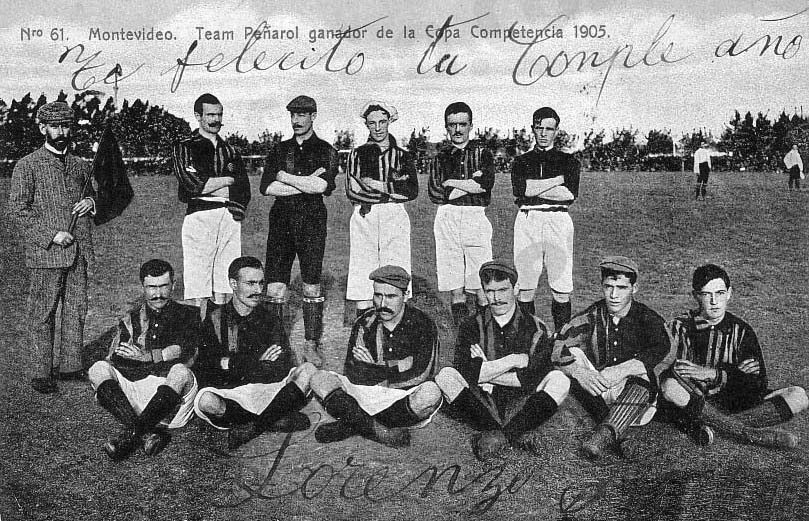
Đội CURCC năm 1905

### C.A. Peñarol

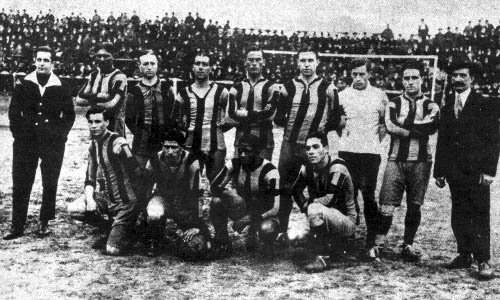
Năm 1918, câu lạc bộ đã giành được danh hiệu nội địa đầu tiên dưới cái tên "Câu lạc bộ Atlético Peñarol"

### Chuyến du đấu châu Âu đầu tiên

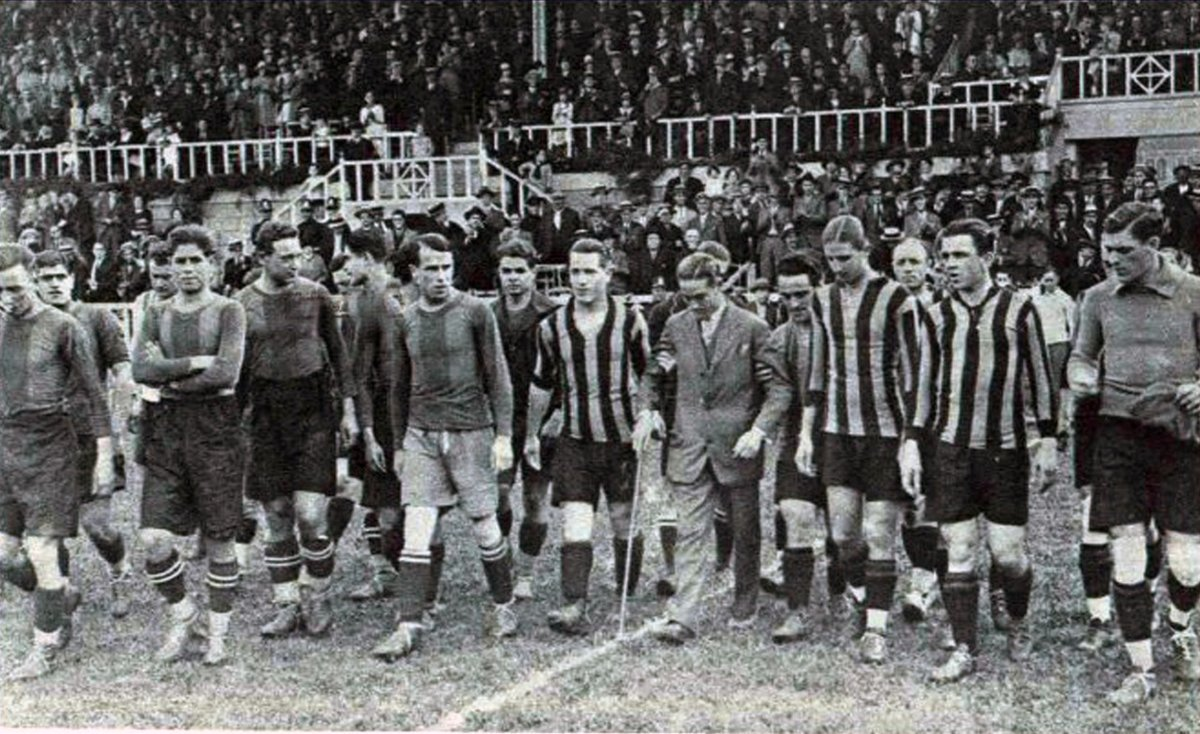
Các cầu thủ của Barcelona và Peñarol vào sân trước khi có trận giao hữu đầu tiên, ngày 5 tháng 6 năm 1927

### Thập niên 1930-50

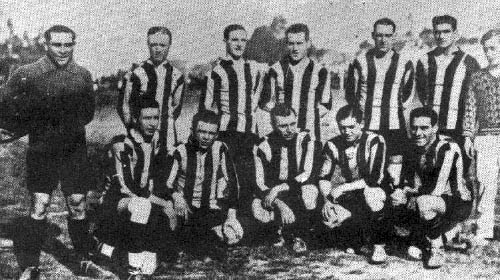
Đội Peñarol 1928, nhà vô địch Primera División

### Thành công trên đấu trường quốc tế

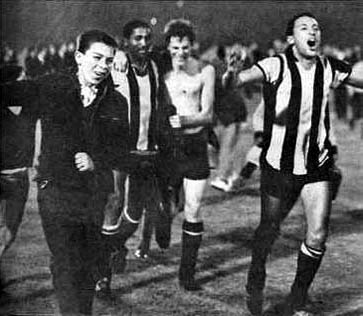
Peñarol ăn mừng Copa Libertadores năm 1966, lần thứ ba của câu lạc bộ sau khi đánh bại câu lạc bộ Argentina River Plate với tỉ số 4-2

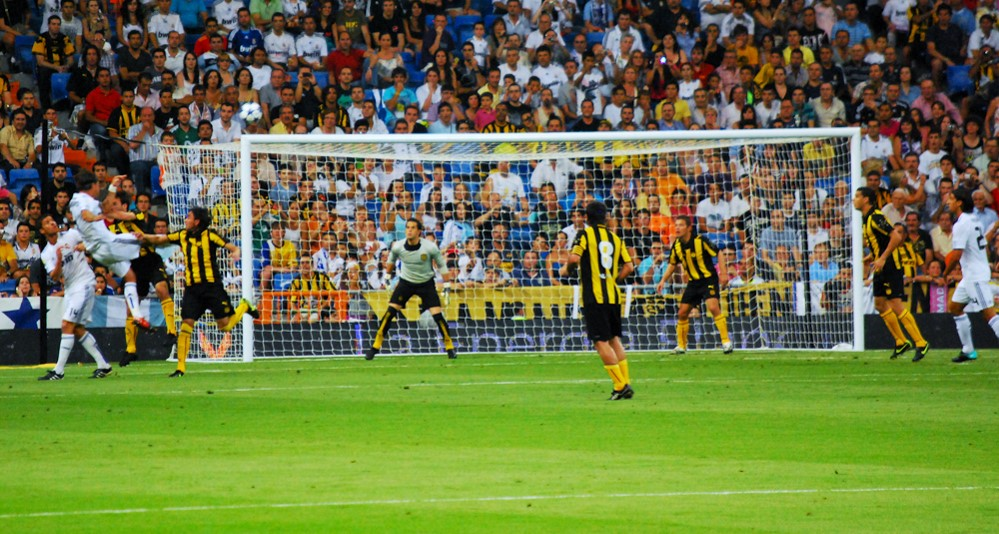
Peñarol trong trận giao hữu với Real Madrid ở Santiago Bernabéu, tháng 8 năm 2010

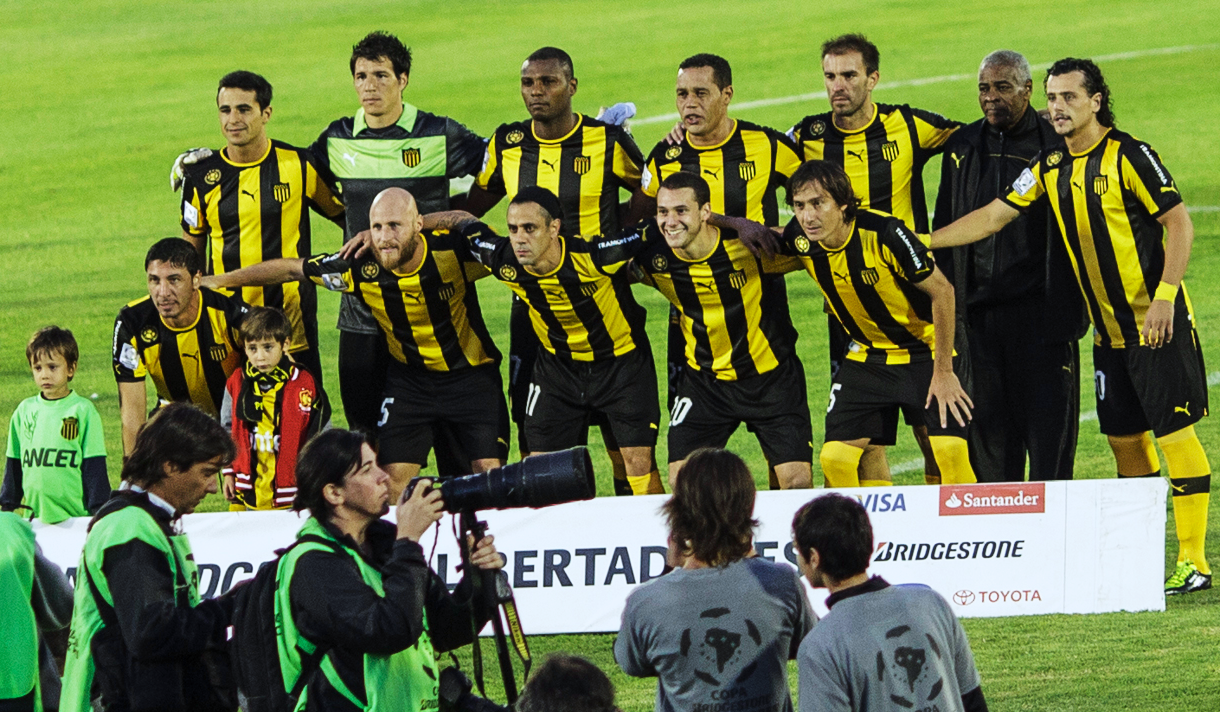
Các cầu thủ Peñarol chụp ảnh trước trận đấu 2013 Copa Libertadores với Vélez Sarsfield

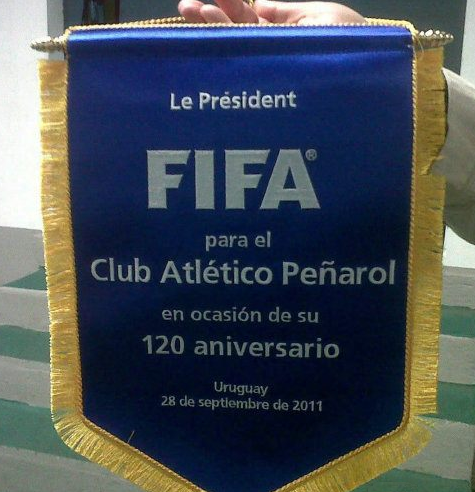
Biểu ngữ do FIFA trao tặng cho kỷ niệm 120 năm của câu lạc bộ, tháng 9 năm 2011

### Đồng phục

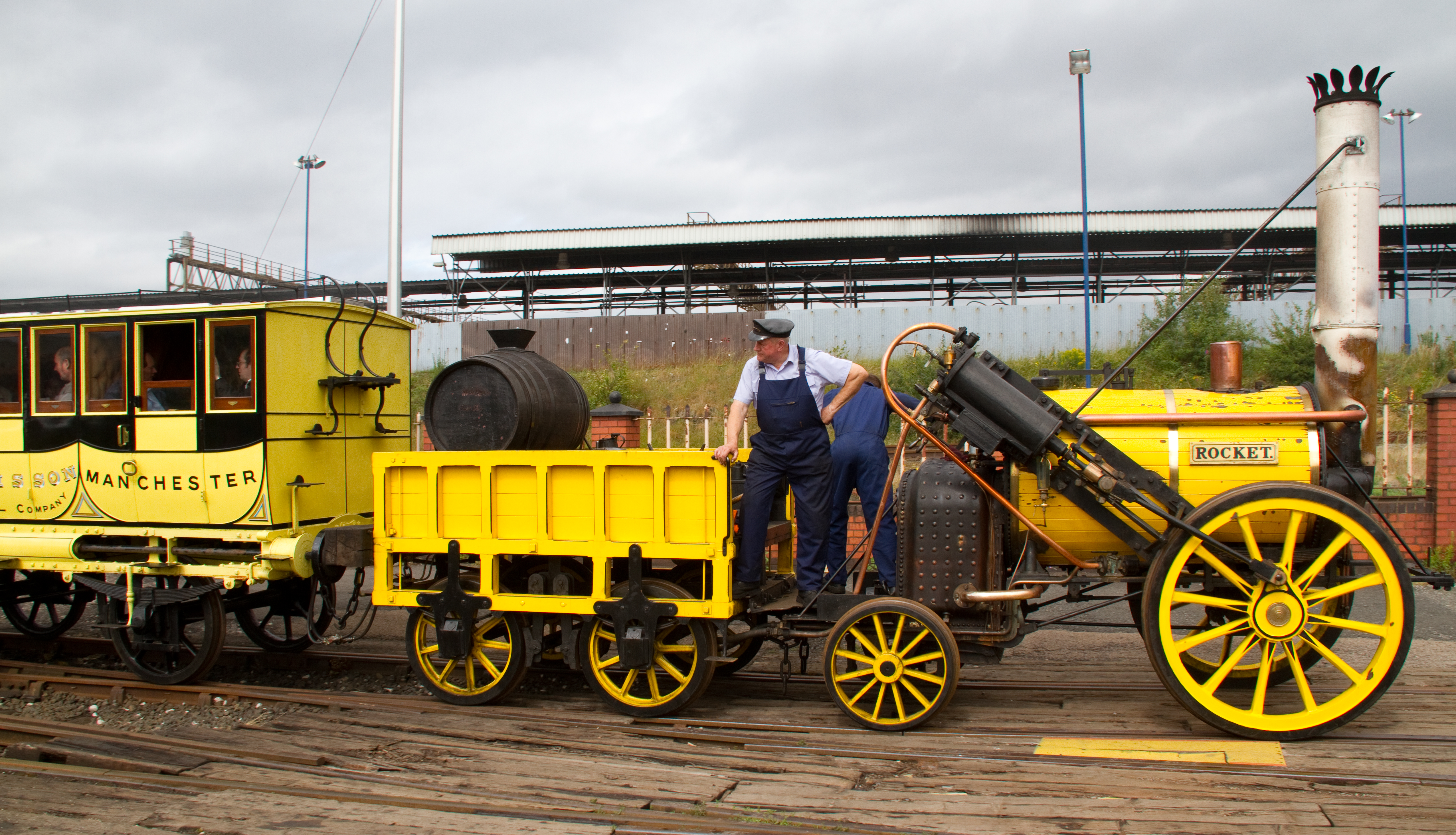
Đầu máy tên lửa lấy cảm hứng từ màu sắc của Peñarol.

## Cơ sở vật chất

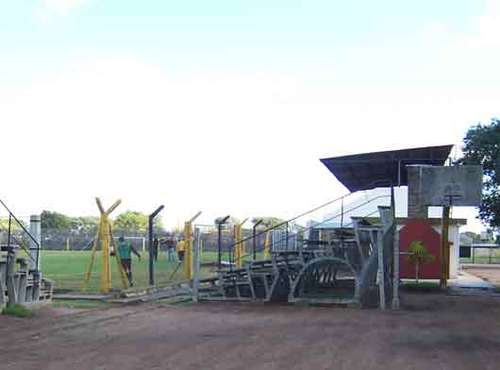
Estadio José Pedro Damiani, được sử dụng cho các trận đấu của đội dự bị Peñarol

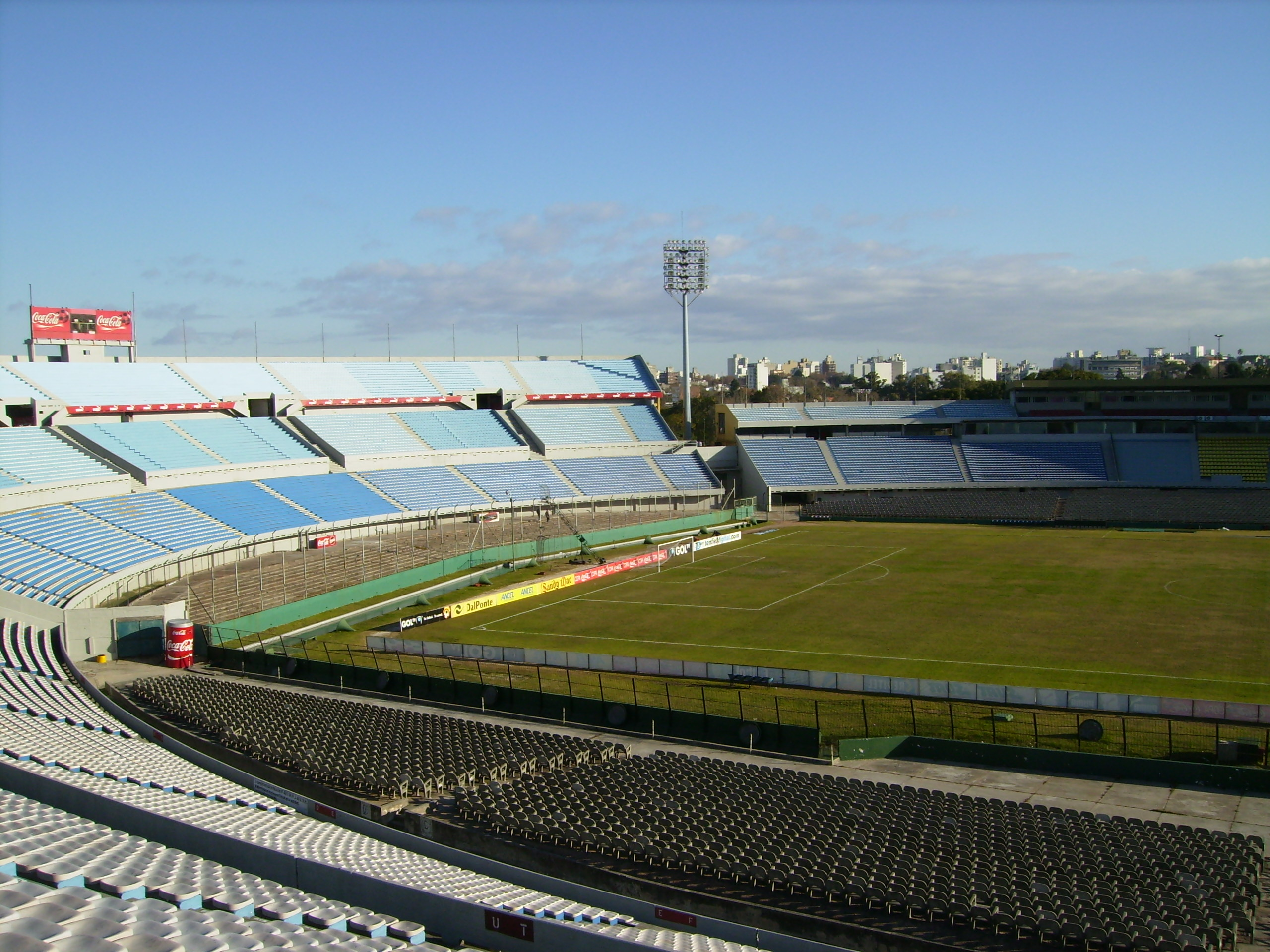
Estadio Centenario, sân nhà cũ của Peñarol (nhưng đội không sở hữu mà chỉ thuê lại). Hiện tại đội vẫn thi đấu các trận lớn (Classico với đội Nacional hay các trận quốc tế) tại sân trên.

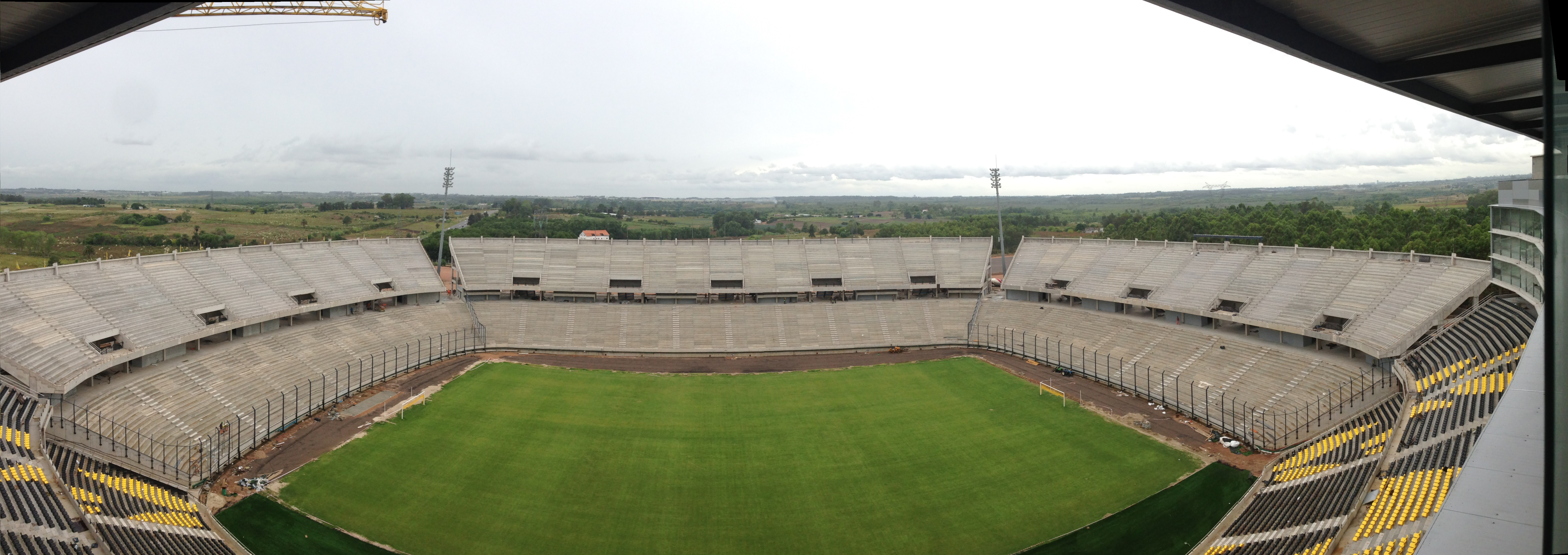
Estadio Campeón del Siglo, sân nhà hiện tại của Peñarol

### Palacio Peñarol

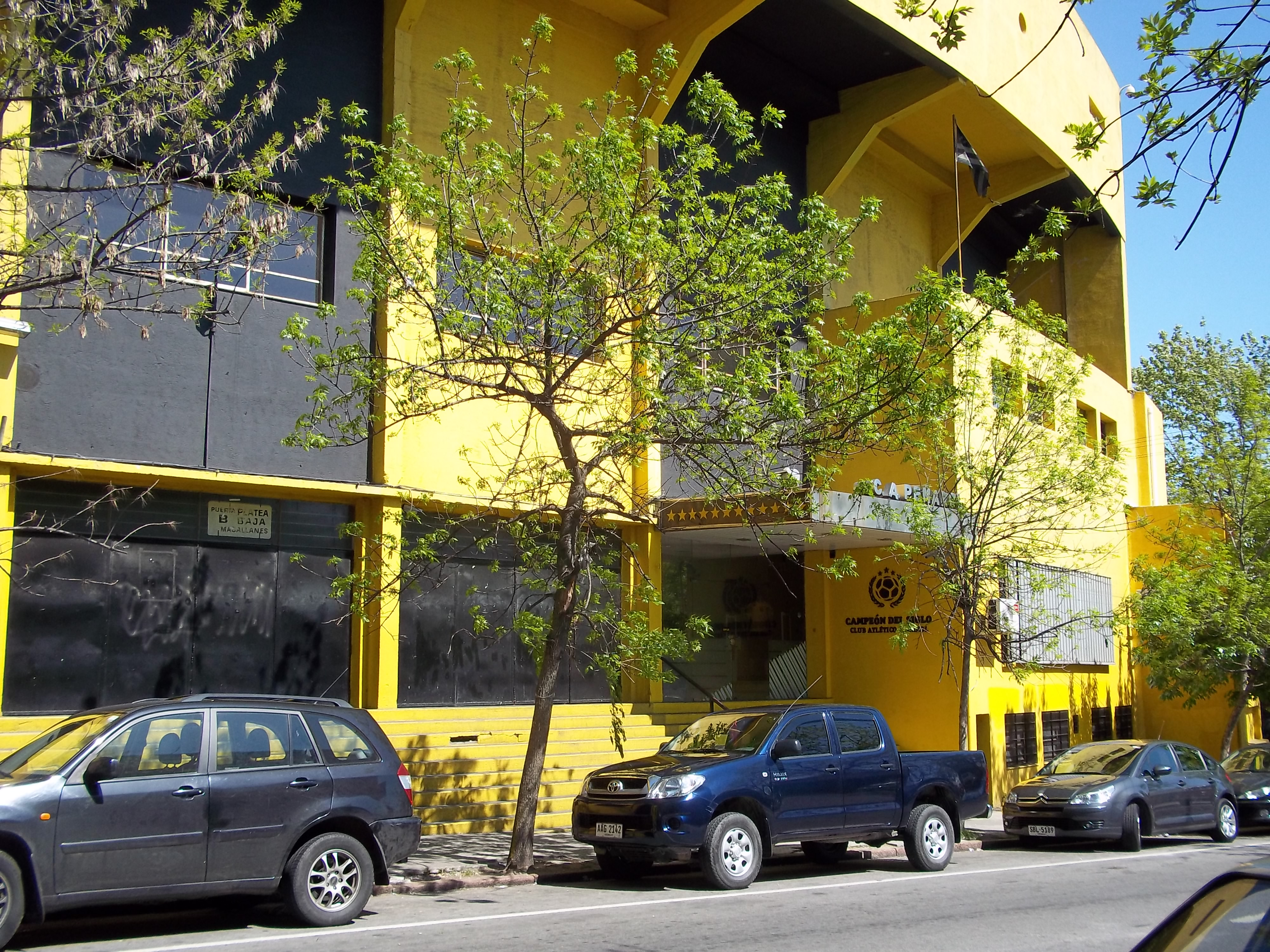
Bên ngoài Palacio Peñarol

## Cổ động viên

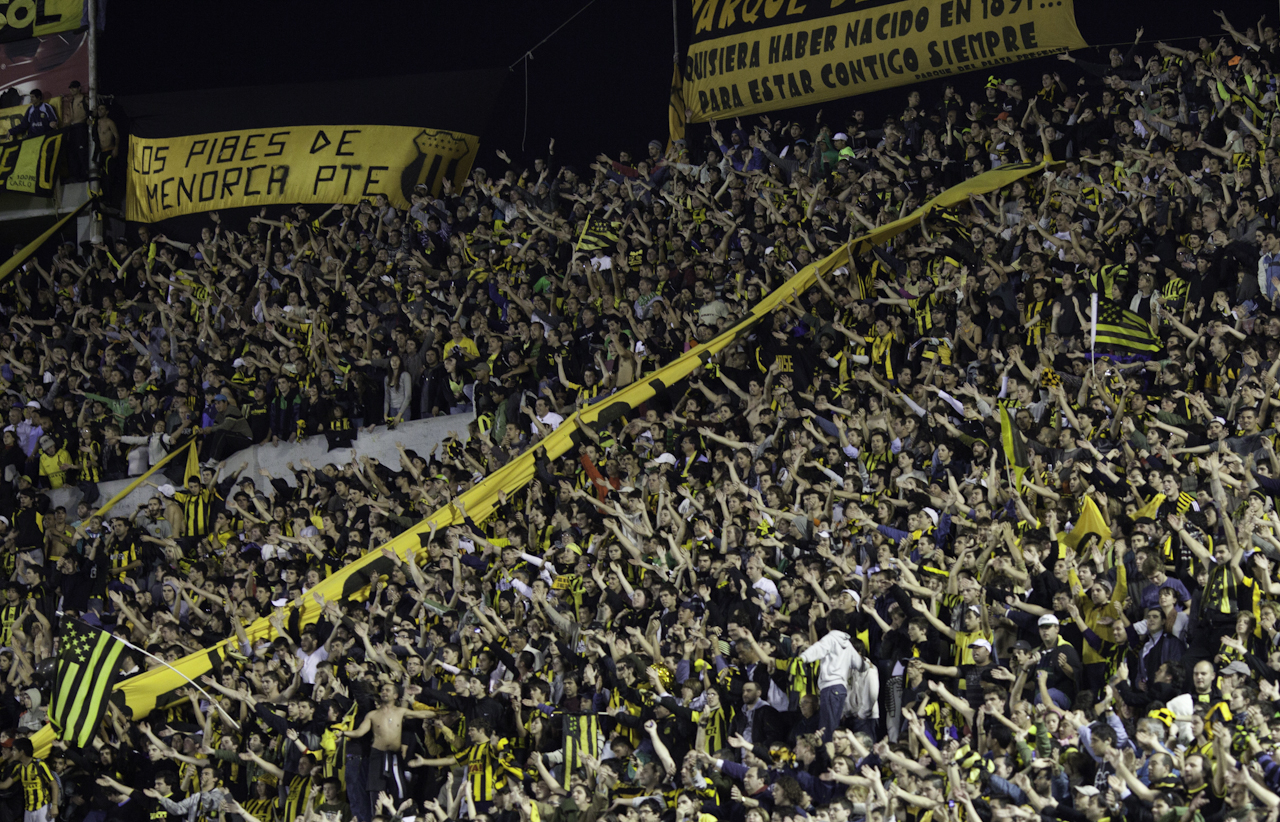
Người hâm mộ tại một trận đấu, tháng 5 năm 2010

### Kình địch

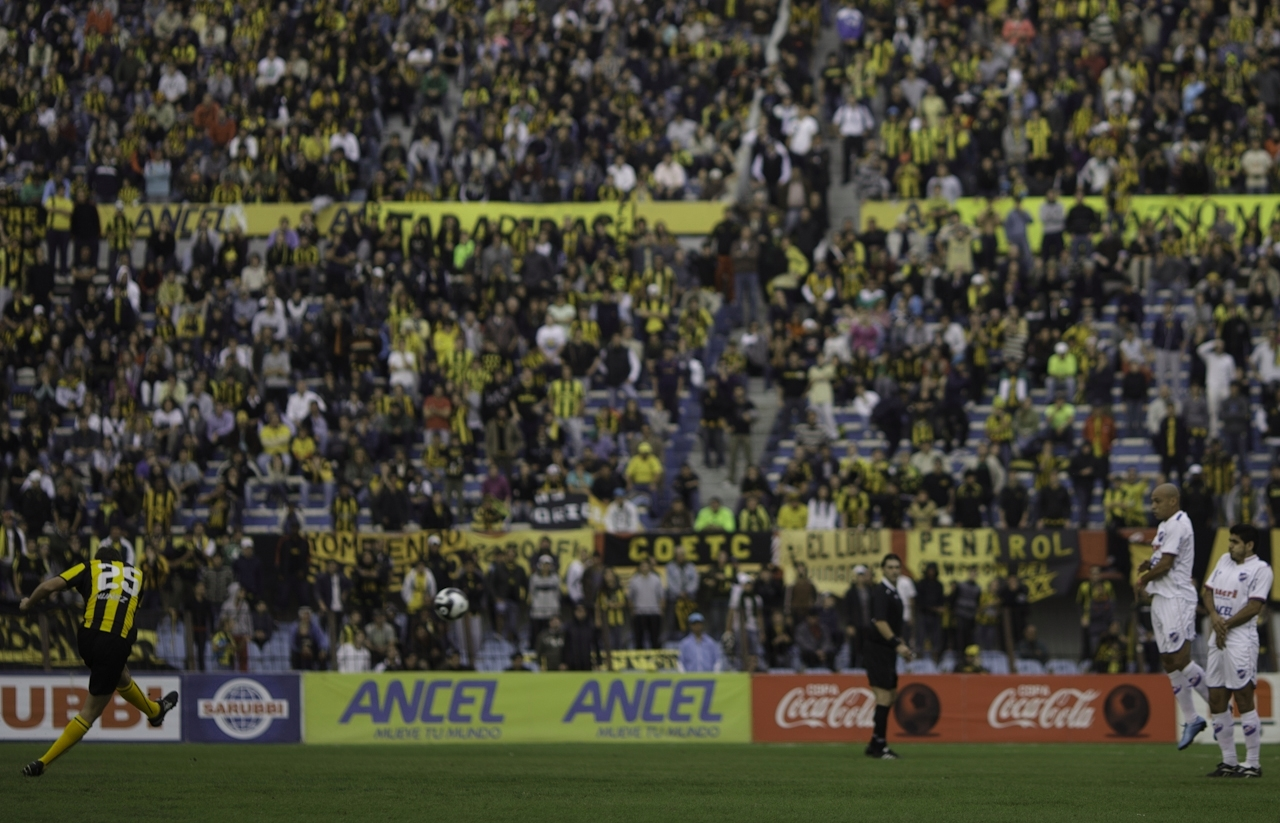
Gastón Ramírez đá phạt trực tiếp với Nacional trong trận chung kết thứ hai của mùa giải 20091010 Primera División

## Lịch sử